# Wildberries
Wildberries é a maior varejista online russa fundada em 2004 por Tatyana Bakalchuk.
Além da Rússia, a Wildberries atende: Armênia, Azerbaijão, Bielorrússia, Cazaquistão, Quirguistão e Uzbequistão. A Wildberries tinha mais de 48.000 funcionários em 2020. Até 2022, a empresa prestava serviços anteriormente em França, Alemanha, Israel, Itália, Moldávia, Polónia, Eslováquia, Espanha, Turquia, Estados Unidos e Ucrânia. A Wildberries vende 37.000 marcas de roupas, calçados, cosméticos, produtos domésticos, artigos infantis, eletrônicos, livros, joias, alimentos e muito mais. A empresa processa em média 750.000 pedidos online por dia.

## História
A empresa foi fundada em 2004 por Tatyana Bakalchuk. Bakalchuk iniciou o negócio em 2004, aos 28 anos, em seu apartamento em Moscou, enquanto estava de licença maternidade. Ela percebeu como era difícil para ela e outras mães jovens comprar roupas para si mesmas com um recém-nascido em casa. Seu marido, Vladislav, técnico de TI, logo se juntou a ela para ajudar a construir o negócio.
Em 2017, a Wildberries se tornou a maior varejista online da Rússia, ultrapassando a Ulmart. A empresa, originalmente sediada em Milkovo, Oblast de Moscou, mudou-se para a cidade de Moscou em 2018.
Em 2018, a Wildberries faturou US$1,9 bilhão em vendas e atraiu 2 milhões de visitantes diários em seu site. Com base na análise da revista Forbes, Bakalchuk tinha uma fortuna de aproximadamente US$ 1 bilhão em 2019.
Em janeiro de 2020, a Wildberries iniciou a sua atividade na União Europeia com o lançamento das vendas na Polônia. Planejava abrir cerca de 100 centros de distribuição de encomendas na Polônia e abriu a primeira em Varsóvia.
Durante a pandemia de COVID-19 em 2020, a empresa relatou um aumento nos volumes de vendas que quase dobrou - até US$ 6 bilhões. Cerca de US$305 milhões são contabilizados para mercados externos.
Em abril de 2021, a Wildberries lançou uma loja online nos Estados Unidos.
Em julho de 2021, a Ucrânia impôs sanções contra a Wildberries e sua proprietária Tatyana Bakalchuk. O comércio de uniformes militares e livros anti-ucranianos foi apontado como o motivo. A empresa disse que não tinha ativos ou capital na Ucrânia, portanto as sanções não prejudicariam a Wildberries, mas apenas os empresários ucranianos que usam sua plataforma. A Wildberries disse que vendia produtos que outros estrangeiros vendiam na Ucrânia. A Wildberries acusou a Ucrânia de padrões duplos e discriminação empresarial. O porta-voz da Wildberries declarou não esperava danos à empresa.
Em fevereiro de 2022, a empresa lançou um programa de 5 bilhões de rublos para subsidiar assistência de taxa de desconto comercial para vendedores locais que oferecem entrega rápida.